# Böhler 8 cm Vz. 1905
Il cannone austro-ungarico Böhler 8 cm Vz. 1905 o 8 cm Feldkanone M. 5 fu un cannone da campagna impiegato dall'Imperial regio esercito austro-ungarico e, dal primo dopoguerra, da diverse altre nazioni.

## Le origini
Costruito dalla Böhler come Feldkanone 8 cm M. 5 per l'Imperial regio Esercito austro-ungarico ed impiegato nella prima guerra mondiale, venne utilizzato da tutti gli stati già appartenenti all'Impero austro-ungarico e dall'Italia come preda bellica. Le successive varianti come la Mod. 5/8 furono sviluppate dalla Skoda.

## La tecnica
- granata a d.e. da 77 originale: in acciaio, pesante (cartoccio granata completo) 6,400 kg, caricata con tritolo fuso o toluolammonal o esplosivo 60/40.
- granata ad anelli da 77 originale: in acciaio, pesante (cartoccio granata completo) 6,530 kg, caricata con toluolammonal o ecrasite o esplosivo 60/40.
- granata da 77 originale: in acciaio, pesante (cartoccio granata completo) 4,800 kg, caricata con ammonal.
- granata da 77: in acciaio, pesante (cartoccio granata completo) 6,240 kg, caricata con tritolo fuso o toluolammonal o esplosivo 60/40.
- granata da 77 corta: in acciaio, pesante (cartoccio granata completo) 4,695 o 4,687 kg, caricata con tritolo o ammonal.
- granata-shrapnel da 77: in acciaio, con pallette di piombo, del peso (cartoccio granata completo) di 6,50 kg.
- granata-shrapnel da 77: in acciaio, con pallette di ferro, del peso (cartoccio granata completo) di 6,50 kg.
- granata a pallette da 77 originale: in acciaio, con pallette di piombo, del peso (cartoccio granata completo) di 6,64 kg.
- granata a pallette da 77 originale: in acciaio, con pallette di ferro, del peso (cartoccio granata completo) di 5,65 kg.
- shrapnel da 77: in acciaio, con pallette di piombo e ferro, del peso (cartoccio granata completo) di 5,619 kg.
- cartoccio scatola a mitraglia da 77/28: la scatola a mitraglia è un involucro di zinco, contenente 210 pallette di piombo-antimonio.

Di disegno convenzionale, la sua caratteristica più notevole è la obsoleta canna di bronzo, necessaria perché l'Impero austro-ungarico aveva ancora difficoltà a produrre acciaio di qualità adeguata. Il suo sviluppo è stato abbastanza lento, a causa dell'indecisione sul sistema di rinculo e sul tipo di culatta. Anche altre difficoltà di produzione hanno impedito la sua introduzione in servizio fino al 1907. Detta canna, semplice o tubata in acciaio, pesava insieme all'otturatore a cuneo orizzontale a manovra rapida 355 kg; con la sua slitta a coda di rondine si inserisce sulla culla, che ospita il freno di sparo idropneumatico a scanalature nel cilindro con spina tuffante ed il recuperatore a molla per il ritorno in batteria. L'affusto è a coda unica, con ruote in legno da 1300 mm di diametro e carreggiata di 1610 mm; sulla scudatura, spessa 4,5 mm, sono ricavati, in posizione contromarcia ai lati della canna, due sedili per i serventi. Il traino è animale con 3 pariglie ed avviene agganciando il pezzo ad un avantreno. La vettura-pezzo così composta raggiunge il peso di 1900 kg.

### Mod. 5/8
Il Mod. 5/8 differisce per il fatto che, per il traino in montagna, può essere scomposto e trasportato in 3 sezioni su appositi carrelli. Detto traino si compone di:
- vettura cannone e culla pesante 685 kg;
- vettura scudo e sala pesante 500 kg;
- vettura affusto pesante 500 kg.

## L'impiego
Il 77/28 è stato adattato per l'utilizzo in sentieri di montagna stretti, come il M 05/08, e può essere smontato in tre carichi. La base della canna ospitava degli appigli di sollevamento per velocizzare la sua rimozione ed il carriaggio stesso era modificato per permetterne lo smontaggio. Il 77/28 è stato ampiamente utilizzato dagli stati successori dell'Impero austro-ungarico dopo la prima guerra mondiale, e i pezzi preda bellica sono stati mantenuti in servizio in Italia. Alcuni di questi sono stati catturati dalla Germania nazista e hanno prestato servizio con le denominazioni 7.65 cm FK 5/8(ö) (ö = österreich perché di produzione austriaca) o (t) e 7.65 cm FK 300(j). Altri esemplari catturati dopo l'8 settembre 1943 al Regio Esercito Italiano sono stati usati dalla Germania nazista come 7.65 cm FK(i) (i= italien). La versione originale è ritenuta aver lasciato il servizio dopo la seconda guerra mondiale, con solo pochi esemplari rimasti in servizio in Italia.

## Galleria d'immagini

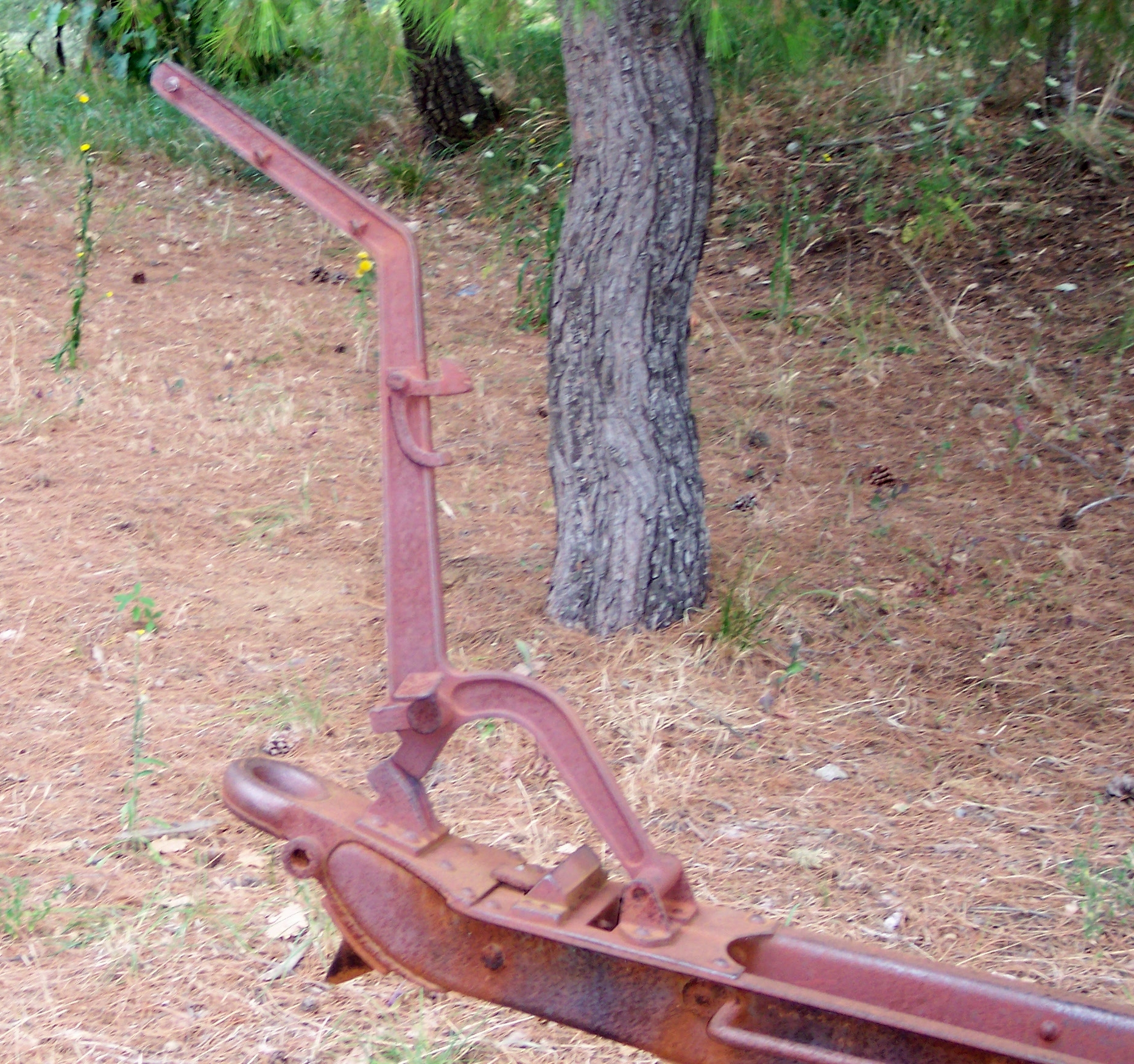
Dettaglio del gancio traino
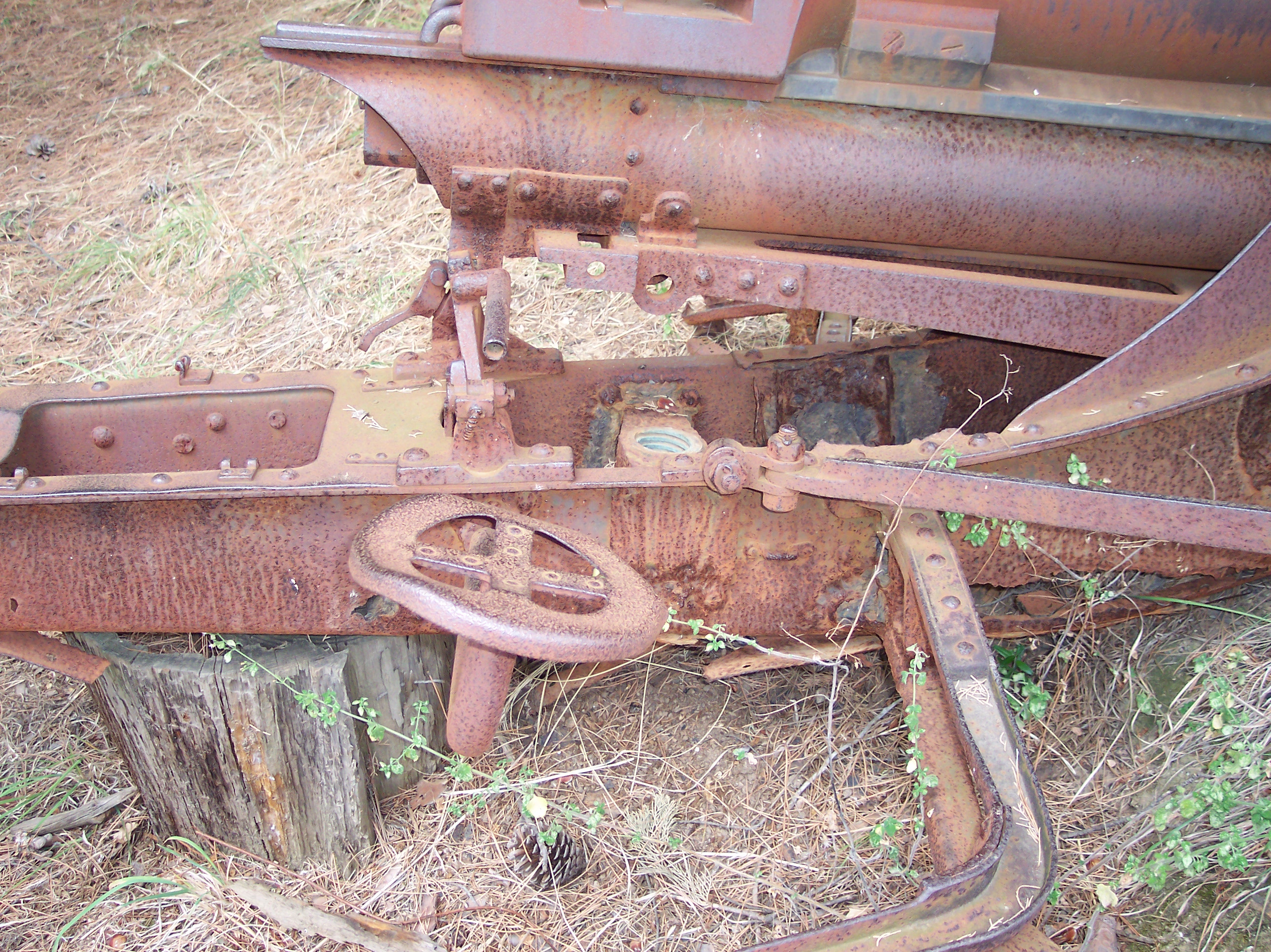
Dettaglio del seggiolino di sparo
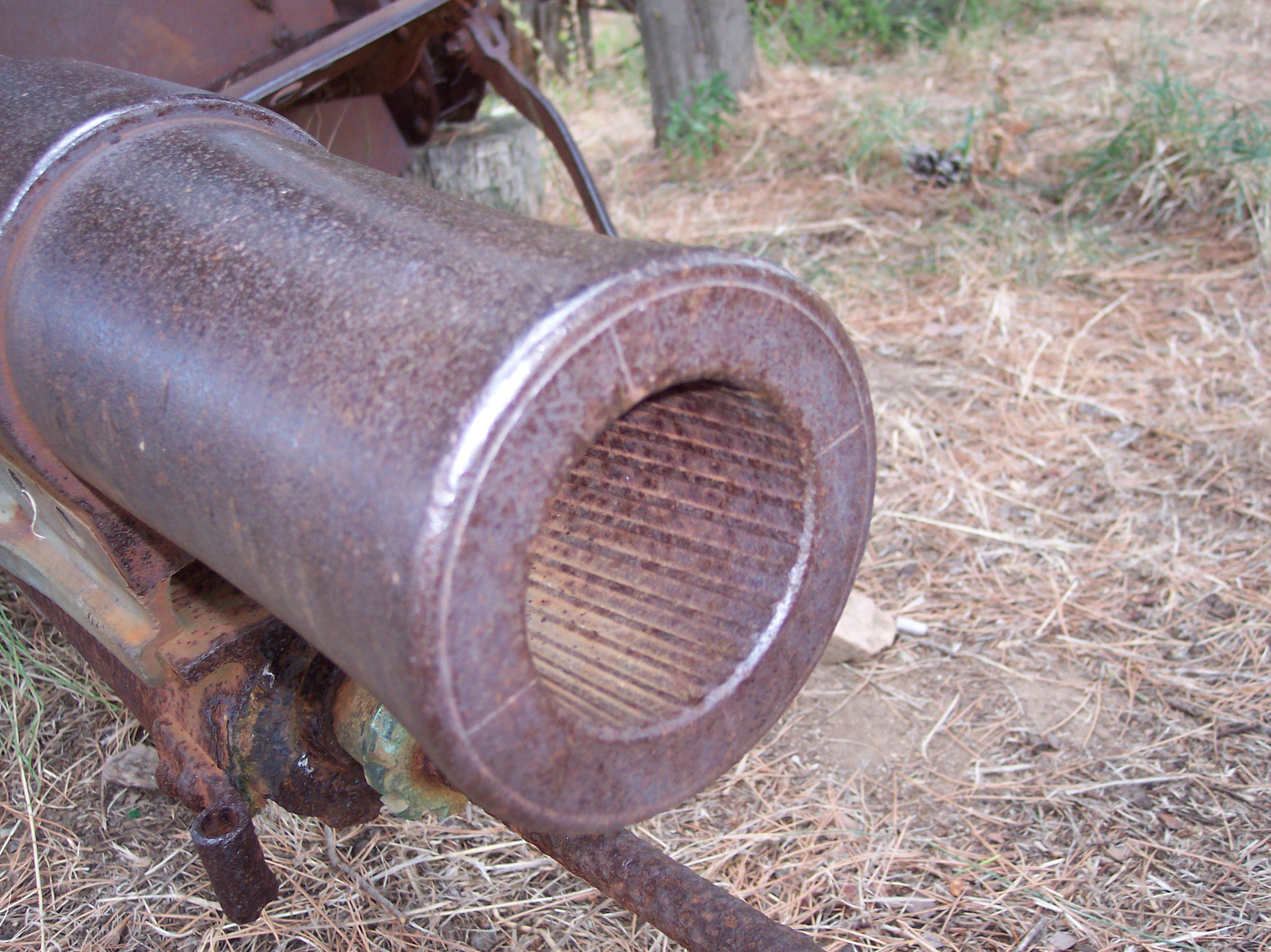
Dettaglio della bocca e della rigatura elicoidale
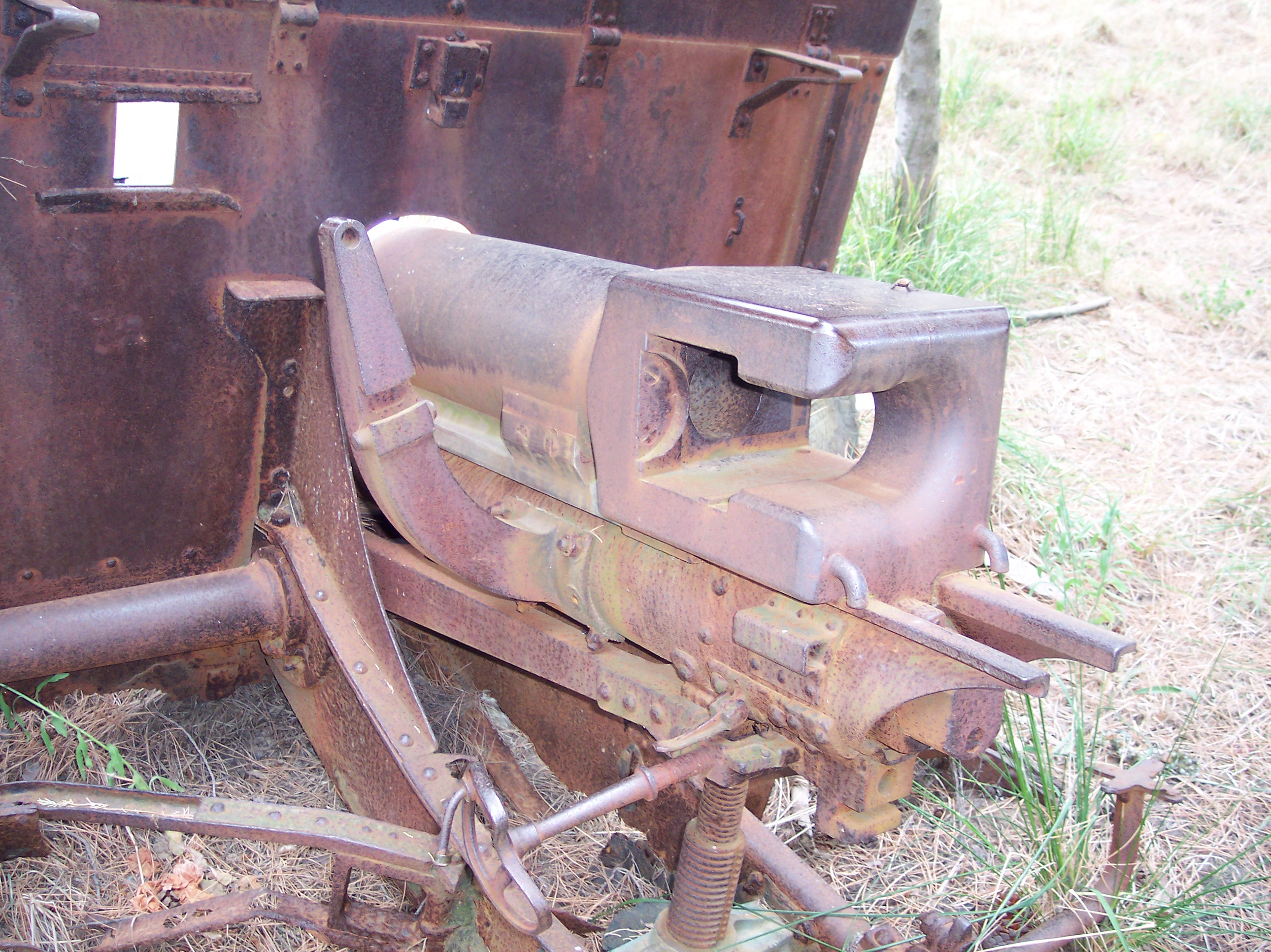
Dettaglio della culatta
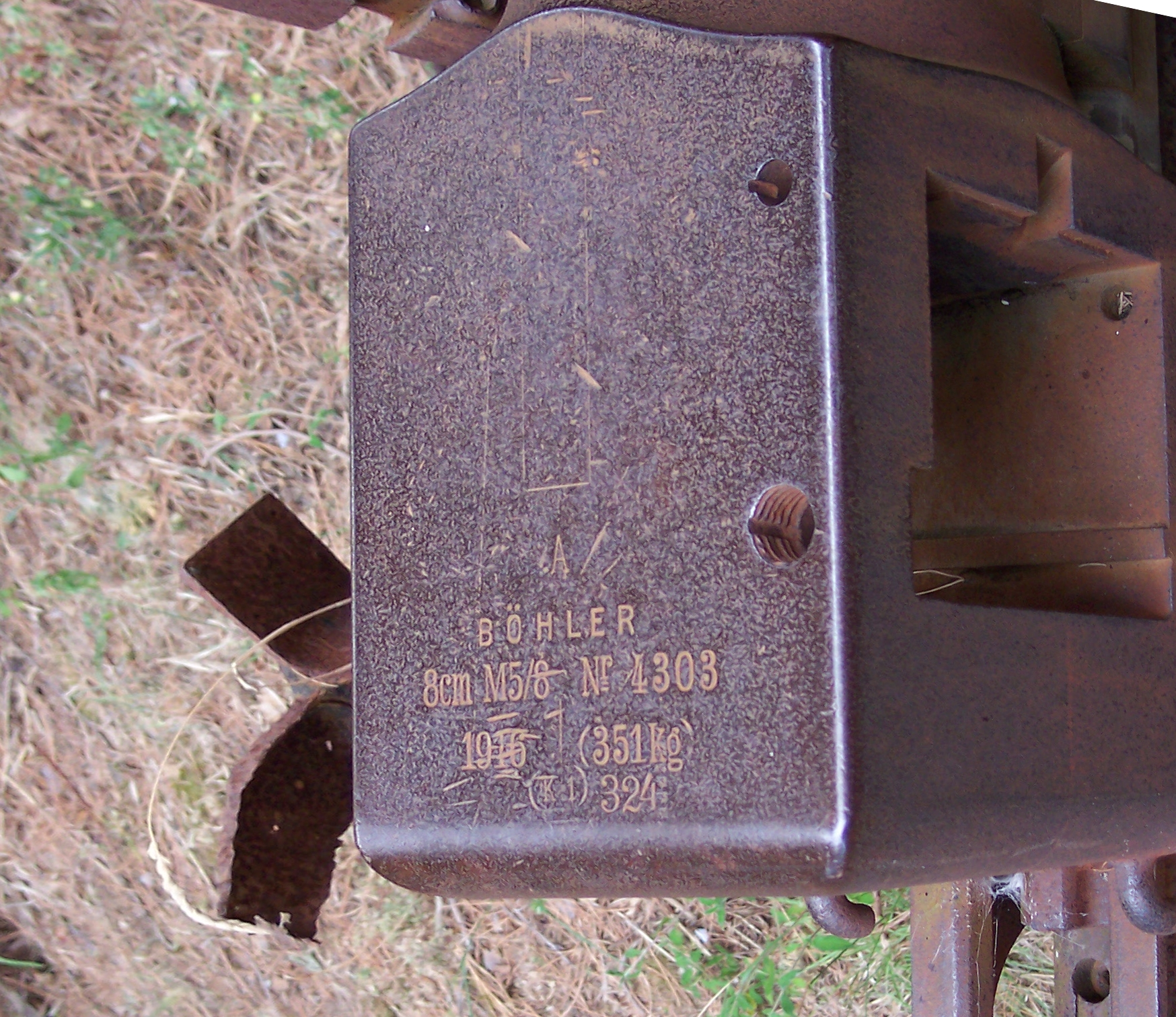
Dettaglio delle scritte sulla culatta
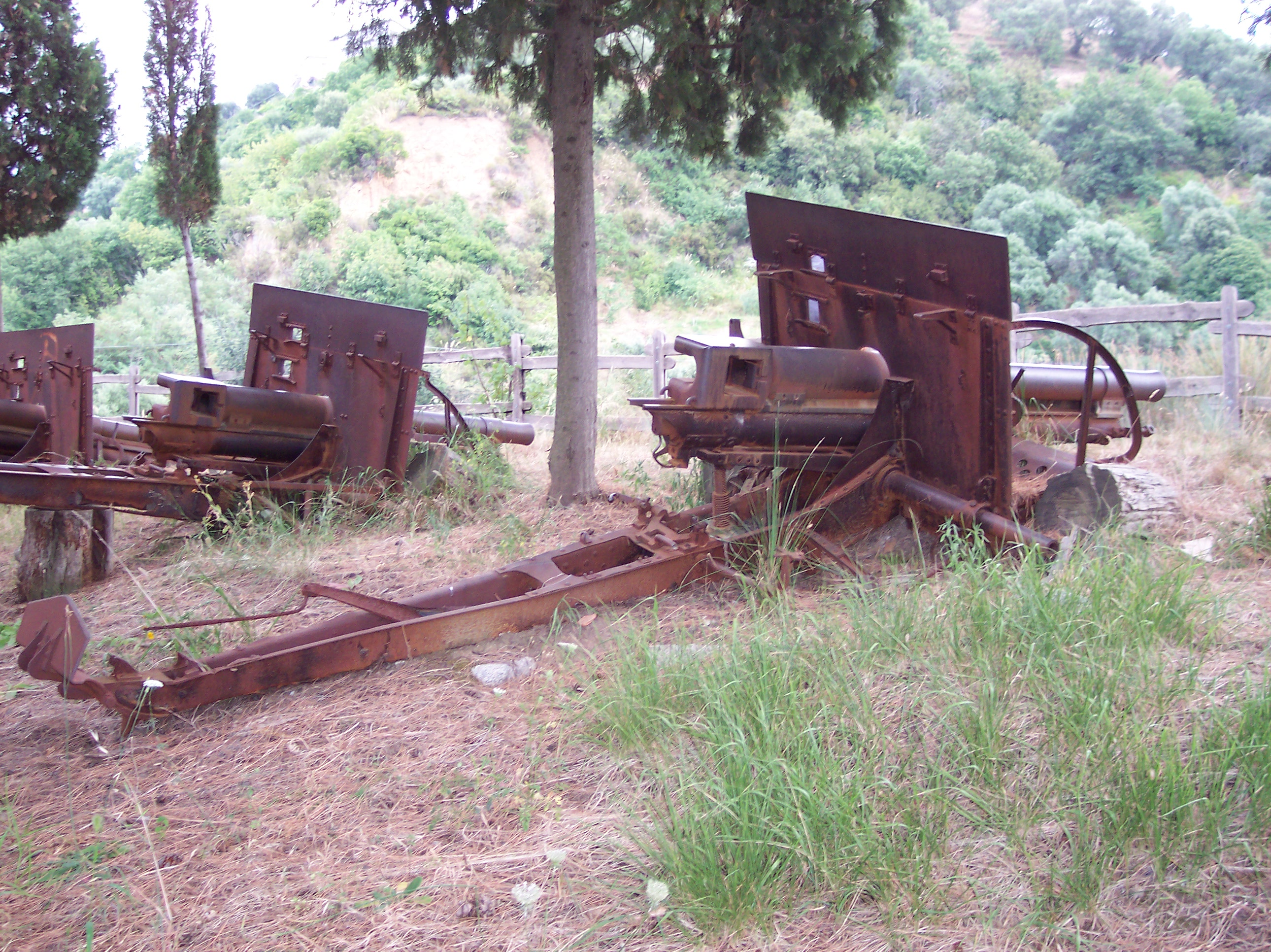
Vista posteriore
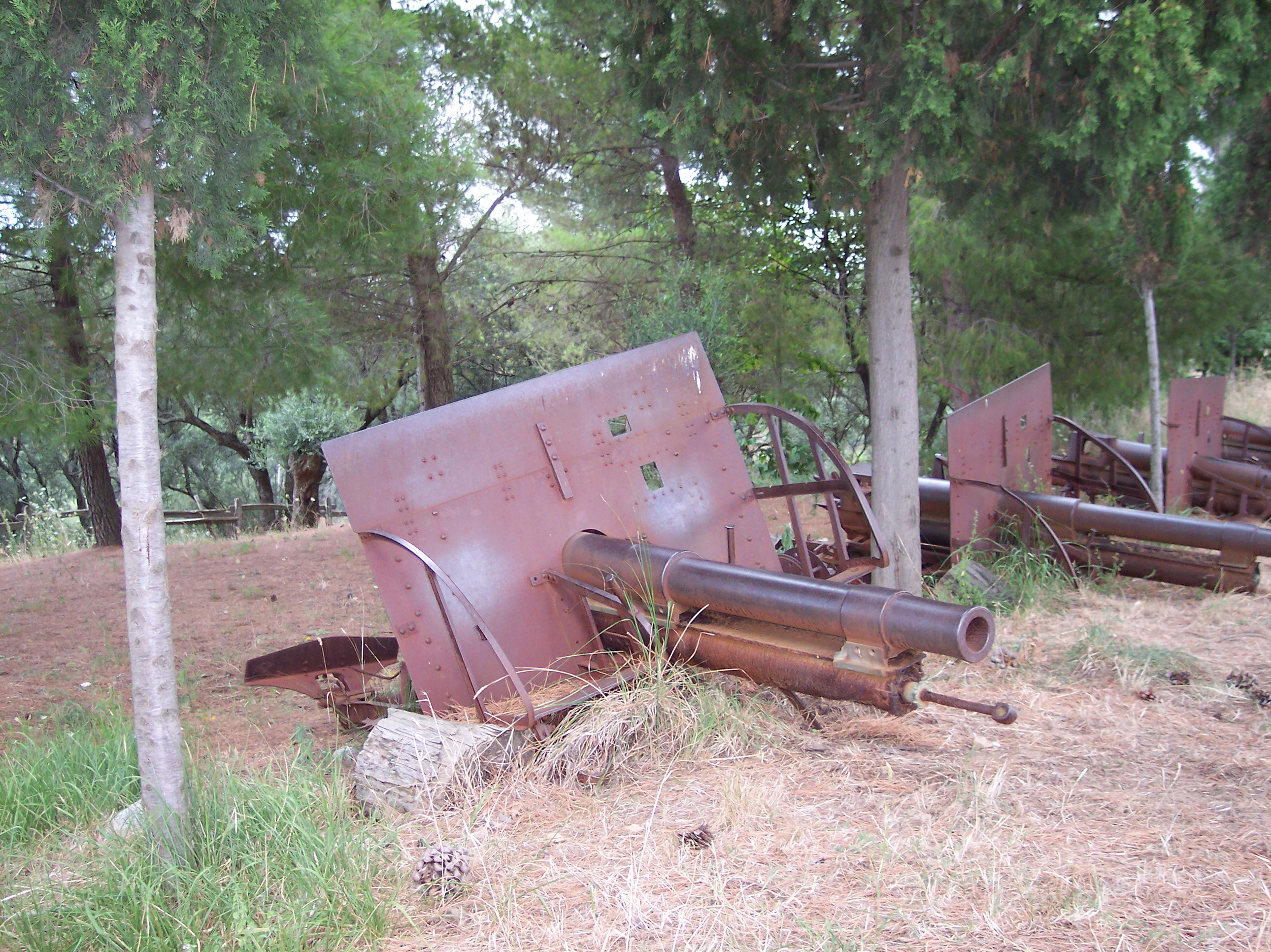
Vista anteriore
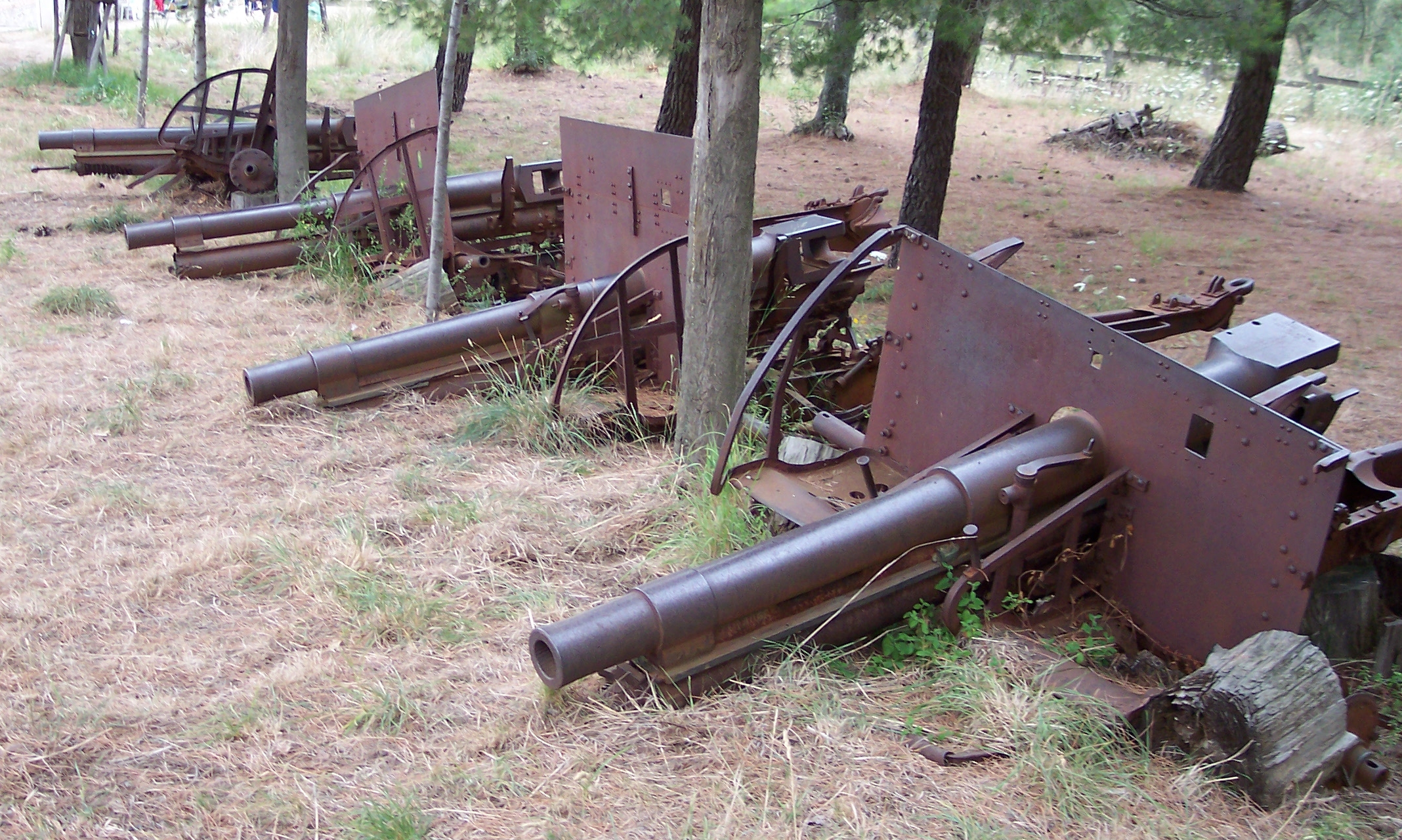
4 77/28 in batteria
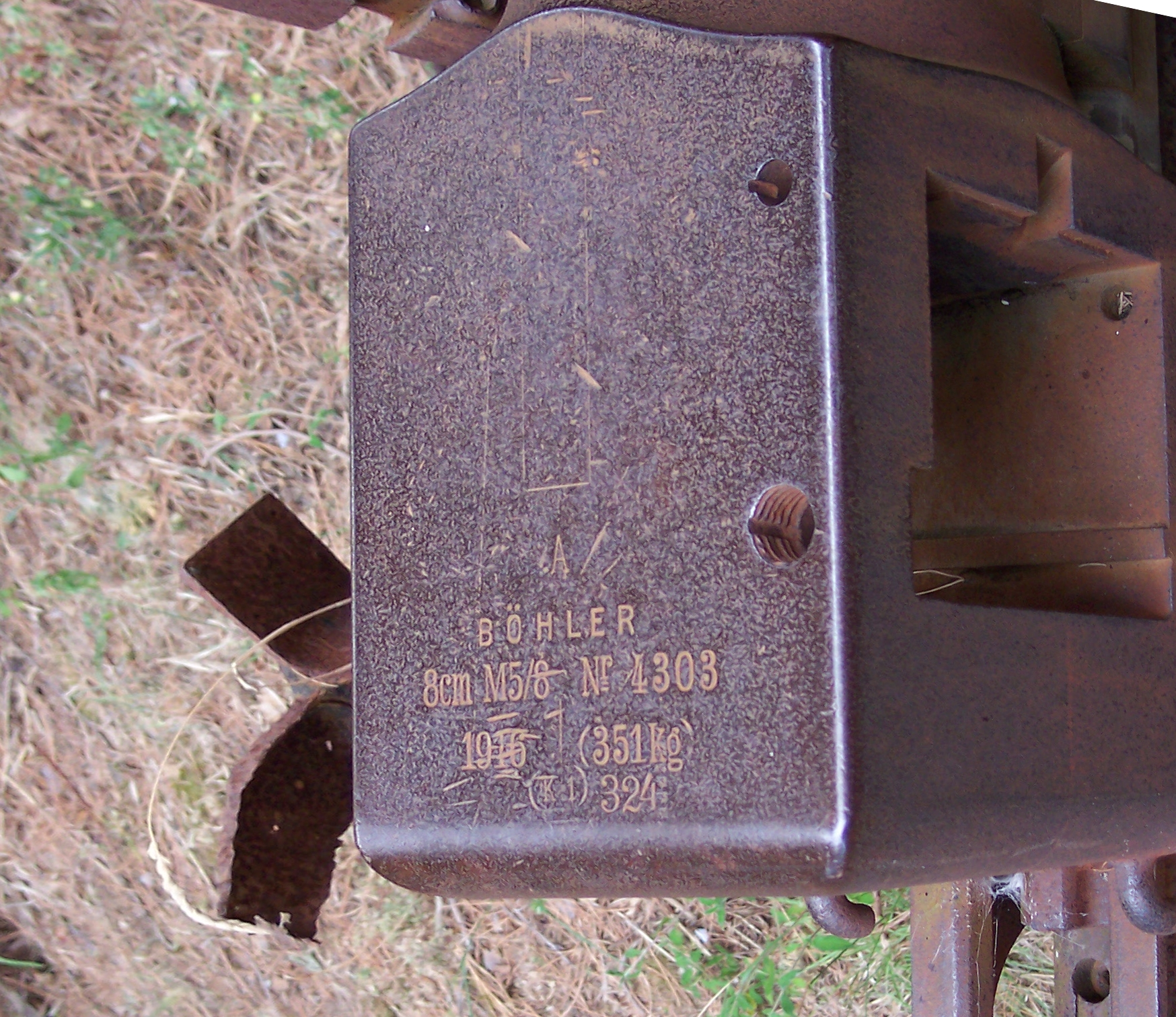
Il dettaglio delle scritte sulla culatta
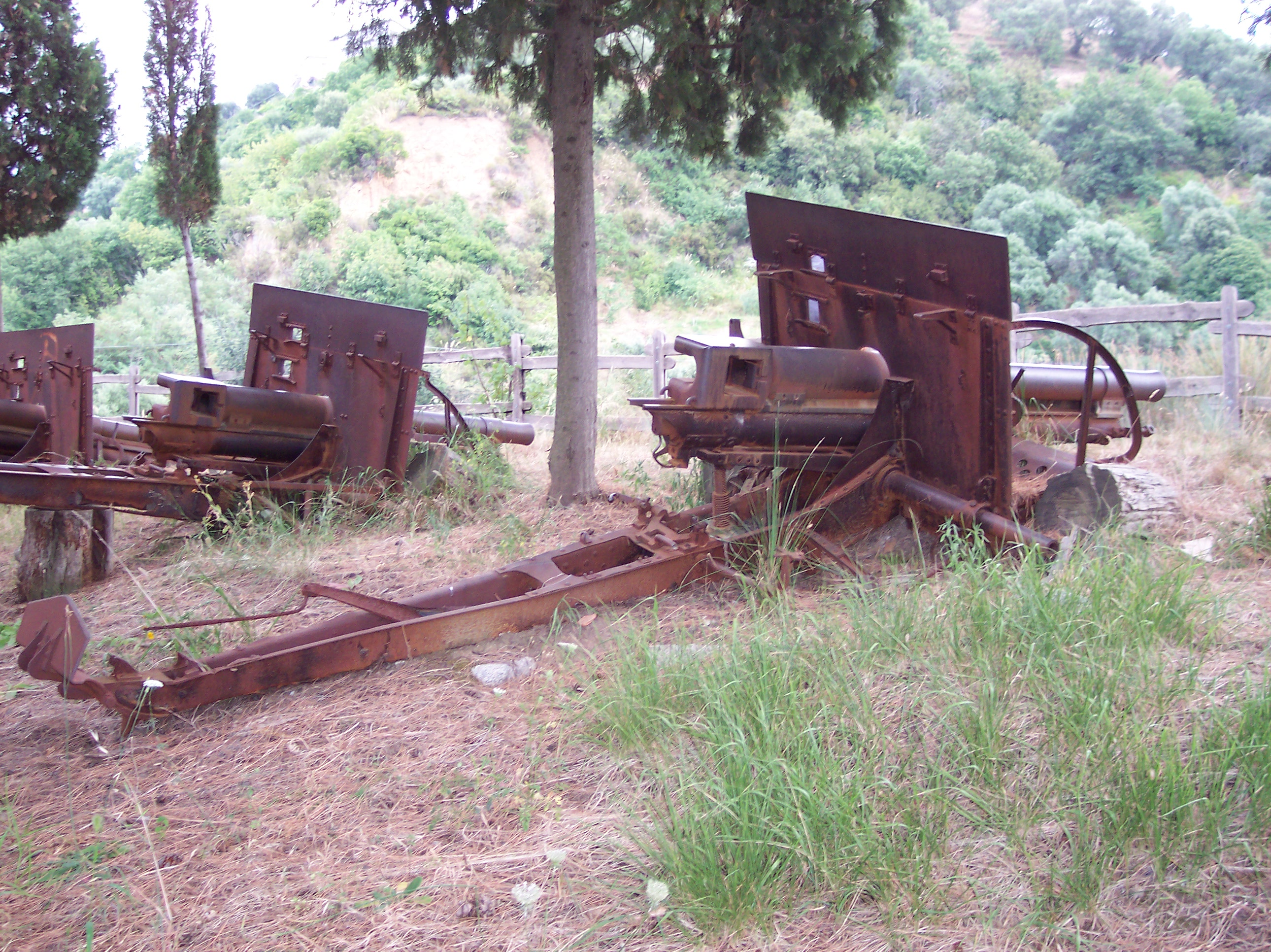
Il pezzo visto da dietro